# James Ford Rhodes
James Ford Rhodes (1er mai 1848, à Cleveland, dans l'Ohio – 22 janvier 1927 à Brookline) est un historien et industriel américain. Après avoir fait fortune dans le fer, le charbon et l'acier, il se retire  en 1885 de ces industries, se consacrant à la recherche historique. Il est célèbre pour ses huit tomes de l'histoire des États-Unis à partir de 1850 ; publiés entre 1893 et 1906, le dernier en 1920. 
Son ouvrage History of the Civil War, 1861-1865 (en), publié en 1917, lui fait remporter le prix Pulitzer d'histoire en 1918.

## Biographie
James Ford Rhodes naît à Cleveland le 1er mai 1848. C'est à l'époque l'une des grandes villes de la Connecticut Western Reserve, où l'implantation des migrants anglais est importante. Son père, Daniel P. Rhodes, est un démocrate, ami de Stephen A. Douglas. Il s'oppose à l'administration Lincoln pendant la Guerre de Sécession ; il fait en cela partie des « Copperheads ». Cette prise de position pose des problèmes à la sœur de James Ford Rhodes, qui a épousé le politicien républicain Marcus Hanna.
James Ford Rhodes étudie à l'université de New York, de 1865 à 1866, puis à l'université de Chicago de 1866 à 1867. Après l'obtention de son diplôme, il se rend en Europe, suivant les cours du Collège de France. Au cours de ses études en Europe, il visite des forges et des aciéries. Après son retour aux États-Unis, il cherche à investir dans le charbon et l'acier, au compte de son père.

## Carrière
En 1874, il travaille dans l'entreprise de son père, produisant du charbon, du fer et de l'acier à Cleveland. Il prend sa retraite en 1885.
James Ford Rhodes s'installe à Boston, pour accéder aux bibliothèques de la ville, et de soutenir la communauté intellectuelle. Il consacra le reste de sa vie à la recherche historique se spécialisant dans l'histoire des États-Unis. Politiquement peu actif, dans cette période de Reconstruction, il soutient généralement les candidats républicains. Dans les années 1880, il est ce que l'on nomme un Démocrate bourbon, soutenant Grover Cleveland et étant partisan des frais de douane faible, en dépit de ses connexions avec le milieu de l'acier et du fer. Il supporte William McKinley en 1896, Theodore Roosevelt en 1904, et Woodrow Wilson en 1912, étant lui aussi en faveur de la création d'une ligue des nations. Les fluctuations de ses engagements politiques sont importantes pour étudier son History of the United States from the Compromise of 1850, publiée entre 1893 et 1906, car une large part de ces ouvrages est consacrée à l'étude des positions de deux grands partis américains. un huitième tome est publié en 1920.
Son ouvrage History of the Civil War, 1861-1865, publié en 1918, lui fait remporter le prix Pulitzer d'histoire cette même année. Il s'agit du deuxième prix Pulitzer d'histoire remis depuis sa création, l'année précédente.
Il meurt le 22 janvier 1927 à Brookline, dans le Massachusetts.

## Approche historique
Rhodes se focalise sur la politique nationale américaine. Il travaille à partir de sources primaires, comme des journaux et des mémoires publiés. Il s'intéresse aux processus qui ont conduit à la prise de certaines décisions à grand impact. Il s'est aussi intéressé aux forces et faiblesses des dirigeants américains, de même qu'à la corruption présente dans chez les gouvernements républicains à Washington, et dans le Sud, pendant la Reconstruction. Il considère que le fait d'accorder le droit de vote aux Noirs après leur émancipation, dans les états du Sud, est une erreur, et ne fait qu'ajouter des problèmes à la Reconstruction.
L'interprétation du rôle de l'esclavage que formule James Ford Rhodes a une influence non négligeable sur les sphères intellectuelles, et plus particulièrement sur l'historiographie américaine. Contrairement à la première génération d'historiens, qui avaient été personnellement engagés sur la question de l'esclavage, James Ford Rhodes structure une approche froide du sujet. Il considère que l'esclavage est la cause principale de la guerre, se concentrant sur le système politico-économique et légal mis en place par certains acteurs, et construit autour de l'esclavage, pour profiter de cette situation. Il ne s'intéresse pas aux esclaves eux-mêmes.
Il s'intéresse de fait aux souffrances et aux morts de la guerre de sécession. Il considère que cette guerre était inévitable, même si, à ses yeux, elle aurait pu être retardée. Considérant donc l'esclavage comme pratiquement la seule cause de cette guerre, il rejette les théories de la Cause perdue des États confédérés d'Amérique. De même, il s'oppose à Calhoun qui défend l'idée d'une souveraineté de l'état sudiste défendue dans cette guerre par les confédérés. James Ford Rhodes considère que les Sudistes se battent pour étendre l'esclavage, qu'il voit condamné par l'éthique, le christianisme et le monde moderne. Même s'il considère que le Sud entretient un système qu'il condamne, il ne défend pas la censure des Sudistes, qui selon lui méritent la sympathie. Pour lui, l'histoire du Sud est liée à l'esclavage par une longue chaîne d'événements remontant à plusieurs siècles. En outre, James Ford Rhodes minimise l'importance du mouvement abolitionniste, se concentrant plutôt sur des figures politiques nationalistes comme Daniel Webster.
James Ford Rhodes rejoint l'American Historical Association et en devient le président en 1899, pour un an.
Il est vivement critiqué par John R. Lynch (en), une figure politique noire-américaine du Mississippi qui a participé au processus de Reconstruction de cet état, et siégé au Congrès. Celui-ci critique ce qu'il considère être des partis-pris pro-démocrates, mettant en exergue les vertus des démocrates, et les défauts des Républicains, et particulièrement les noirs ralliés à ces idées. En effet, Rhodes considère que l'attribution du droit de vote aux noirs était porteur d'échec pour la Reconstruction.

## Publications
- History of the Civil War, 1861–1865 (1917)
- History of the United States from the Compromise of 1850 to the McKinley-Bryan Campaign of 1896, 8 vol.
- The McKinley and Roosevelt Administrations, 1897-1909 (1922)
- Historical Essays (1909)
- Lectures on the American Civil War (1913), conférences à l'université d'Oxford, en 1913.
- History of the Civil War, 1861-1865 (1918)

## Récompenses et titres
- 1900 : membre de l'American Antiquarian Society[9].
- 1901 : prix Loubat de l'Académie royale des sciences de Prusse.
- 1910 : médaille d'or de l'Académie américaine des arts et des lettres.
- 1918 : prix Pulitzer d'histoire.
- Doctorat honorifique d'Oxford et d'autres universités.
- Le lycée James Ford Rhodes à Cleveland porte son nom